# Ligue des champions de basket-ball 2022-2023
Navigation
2021-2022 2023-2024
La Ligue des champions de basket-ball 2022-2023 est la septième édition de la Ligue des champions de basket-ball.

## Équipes engagées
Un total de 52 équipes participent à cette édition de la Ligue des Champions. 28 d'entre elles sont directement qualifiées pour la saison régulière, les 24 clubs restants doivent passer par des qualifications pour déterminer les 4 dernières équipes participant à la saison régulière.
- 1er, 2e, etc. : Place dans le championnat domestique
- BCL: Tenant du titre de l'édition précédente
- FEC: Vainqueur de Coupe d'Europe FIBA
- WC: Wild card

| Saison régulière          | Saison régulière             | Saison régulière            | Saison régulière              |
| ------------------------- | ---------------------------- | --------------------------- | ----------------------------- |
| Lenovo Tenerife (6e)BCL   | Pınar Karşıyaka (7e)WC       | Hapoël Holon (1er)          | Filou Oostende (1er)          |
| Bàsquet Manresa (7e)      | JDA Dijon (3e)               | Bnei Herzliya (2e)          | KK Igokea (1er)               |
| Bilbao Basket (9e)        | CSP Limoges (6e)             | Hapoël Jérusalem (3e)WC     | Basketball Nymburk (1er)      |
| UCAM Murcia (10e)         | SIG Strasbourg (7e)WC        | Telekom Baskets Bonn (3e)   | Falco KC Szombathely (1er)    |
| Galatasaray SK (3e)       | AEK Athènes (6e)             | Riesen Ludwigsbourg (4e)    | VEF Riga (1er)                |
| Darüşşafaka (4e)          | Peristéri BC (8e)            | Dinamo Basket Sassari (4e)  | Rytas Vilnius (1er)           |
| Bahçeşehir Koleji (6e)FEC | PAOK Salonique (9e)WC        | Pallacanestro Reggiana (7e) | Legia Varsovie (2e)           |
| Qualifications            |                              |                             |                               |
| Niners Chemnitz (6e)      | BK Opava (2e)                | KK Šiauliai (4e)            | Patrioti Levice (1er)         |
| Brose Bamberg (8e)        | Bakken Bears (1er)           | Heroes Den Bosch (1er)      | Norrköping Dolphins (1er)     |
| CB Breogán (11e)          | Paulus Pärnu (1er)           | TFT Skopje (4e)             | Fribourg Olympic Basket (1er) |
| Unicaja Málaga (12e)      | Kauhajoki Karhu Basket (1er) | Benfica Lisbonne (1er)      | Tofaş SK (9e)                 |
| Swans Gmunden (2e)        | BC Körmend (2e)              | CSO Voluntari (2e)          | Boudivelnyk Kiev (2e)         |
| Keravnós Strovólou (1er)  | KB Ylli (1er)                | KK FMP (2e)                 | Leicester Riders (1er)        |

## Arbitres
Un total de 60 officiels ont arbitré la saison 2022–23 de Ligue des Champions de Basketball:
| Arbitres de la saison 2022−23 | Arbitres de la saison 2022−23 | Arbitres de la saison 2022−23 |
| --- | --- | --- |
| - Geert Jacobs - Ademir Zurapović - Martin Horozov - Ventsislav Velikov - Franko Gracin - Josip Jurčević - Martin Vulić - Ilias Kounelles - Ivor Matějek - Mihkel Männiste - Alexandre Deman - Nicolas Maestre - Valentin Oliot - Yohan Rosso - Carsten Straube - Anastasios Kardaris - Georgios Poursanidis - Péter Praksch - Erez Gurion - Ofer Manheim | - Beniamino Attard - Lorenzo Baldini - Saverio Lanzarini - Manuel Mazzoni - Andris Aunkrogers - Mārtiņš Kozlovskis - Oskars Lucis - Gatis Saliņš - Gvidas Gedvilas - Tomas Jasevičius - Gintaras Mačiulis - Zdravko Rutešić - Radomir Vojinović - Igor Mitrovski - Gizella Viola Györgyi - Wojciech Liszka - Michał Proc - Dariusz Zapolski - Paulo Marques - Marius Ciulin | - Aleksandar Glišić - Vladimir Jevtović - Siniša Prpa - Marek Kúkelčík - Zdenko Tomašovič - Boris Krejić - Blaž Zupančič - Fernando Calatrava - Luis Castillo - Antonio Conde - Ariadna Chueca - Sergio Manuel - Alberto Sánchez - Kerem Baki - Mehmet Karabilecen - Can Mavisu - Özlem Yalman - Yener Yılmaz - Zafer Yılmaz - Sergiy Zashchuk |

## Calendrier
| Phase            | Tour                             | Tour                             | Date aller                     | Date retour                    | Date décisive                  | Date du tirage au sort |
| ---------------- | -------------------------------- | -------------------------------- | ------------------------------ | ------------------------------ | ------------------------------ | ---------------------- |
| Qualifications   | Premier tour de qualifications   | Premier tour de qualifications   | 21 Septembre 2022              | 21 Septembre 2022              | 21 Septembre 2022              | 7 Juillet 2022         |
| Qualifications   | Deuxième tour de qualifications  | Deuxième tour de qualifications  | 23 Septembre 2022              | 23 Septembre 2022              | 23 Septembre 2022              | 7 Juillet 2022         |
| Qualifications   | Troisième tour de qualifications | Troisième tour de qualifications | 25 Septembre 2022              | 25 Septembre 2022              | 25 Septembre 2022              | 7 Juillet 2022         |
| Saison régulière | 1re Journée                      | 1re Journée                      | 3 et 5 Octobre 2022            | 3 et 5 Octobre 2022            | 3 et 5 Octobre 2022            | 7 Juillet 2022         |
| Saison régulière | 2e Journée                       | Groupes A, B, C, F               | 11 et 12 Octobre 2022          | 11 et 12 Octobre 2022          | 11 et 12 Octobre 2022          | 7 Juillet 2022         |
| Saison régulière | 2e Journée                       | Groupes D, E, G, H               | 18 et 19 Octobre 2022          | 18 et 19 Octobre 2022          | 18 et 19 Octobre 2022          | 7 Juillet 2022         |
| Saison régulière | 3e Journée                       | Groupes A, B, C, F               | 25 et 26 Octobre 2022          | 25 et 26 Octobre 2022          | 25 et 26 Octobre 2022          | 7 Juillet 2022         |
| Saison régulière | 3e Journée                       | Groupes D, E, G, H               | 1er et 2 Novembre 2022         | 1er et 2 Novembre 2022         | 1er et 2 Novembre 2022         | 7 Juillet 2022         |
| Saison régulière | 4e Journée                       | Groupes A, B, C, F               | 22 et 23 Novembre 2022         | 22 et 23 Novembre 2022         | 22 et 23 Novembre 2022         | 7 Juillet 2022         |
| Saison régulière | 4e Journée                       | Groupes D, E, G, H               | 29 et 30 Novembre 2022         | 29 et 30 Novembre 2022         | 29 et 30 Novembre 2022         | 7 Juillet 2022         |
| Saison régulière | 5e Journée                       | Groupes A, B, C, F               | 6 et 7 Décembre 2022           | 6 et 7 Décembre 2022           | 6 et 7 Décembre 2022           | 7 Juillet 2022         |
| Saison régulière | 5e Journée                       | Groupes D, E, G, H               | 13 et 14 Décembre 2022         | 13 et 14 Décembre 2022         | 13 et 14 Décembre 2022         | 7 Juillet 2022         |
| Saison régulière | 6e Journée                       | 6e Journée                       | 20 et 21 Décembre 2022         | 20 et 21 Décembre 2022         | 20 et 21 Décembre 2022         | 7 Juillet 2022         |
| Play-ins         | Play-ins                         | Play-ins                         | 3 et 4 Janvier 2023            | 10 et 11 Janvier 2023          | 17 et 18 Janvier 2023          | 7 Juillet 2022         |
| Top 16           | 1re Journée                      | 1re Journée                      | 24 et 25 Janvier 2023          | 24 et 25 Janvier 2023          | 24 et 25 Janvier 2023          | 7 Juillet 2022         |
| Top 16           | 2e Journée                       | 2e Journée                       | 31 Janvier et 1er février 2023 | 31 Janvier et 1er février 2023 | 31 Janvier et 1er février 2023 | 7 Juillet 2022         |
| Top 16           | 3e Journée                       | 3e Journée                       | 7 et 8 Février 2023            | 7 et 8 Février 2023            | 7 et 8 Février 2023            | 7 Juillet 2022         |
| Top 16           | 4e Journée                       | 4e Journée                       | 7 et 8 Mars 2023               | 7 et 8 Mars 2023               | 7 et 8 Mars 2023               | 7 Juillet 2022         |
| Top 16           | 5e Journée                       | 5e Journée                       | 14 et 15 Mars 2023             | 14 et 15 Mars 2023             | 14 et 15 Mars 2023             | 7 Juillet 2022         |
| Top 16           | 6e Journée                       | 6e Journée                       | 21 et 22 Mars 2023             | 21 et 22 Mars 2023             | 21 et 22 Mars 2023             | 7 Juillet 2022         |
| Play-offs        | 1/4 de finales                   | 1/4 de finales                   | 4 et 5 Avril 2023              | 11 et 12 Avril 2023            | 18 et 19 Avril 2023            | 24 Mars 2023           |
| Final Four       | Demi-finals                      | Demi-finals                      | 12 Mai 2023                    | 12 Mai 2023                    | 12 Mai 2023                    | 25 Avril 2023          |
| Final Four       | Final                            | Final                            | 14 Mai 2023                    | 14 Mai 2023                    | 14 Mai 2023                    | 25 Avril 2023          |

## Phase qualificative

### Tournoi de qualification 1 - Groupe A (Forza Sport Center, Skopje, Macédoine du Nord)
|  | Quarts de finale        | Quarts de finale |                 |    | Demi-finales | Demi-finales |  |  | Finale | Finale |
|  |                         |                  |                 |    |              |              |  |  |        |        |
|  |                         |                  |                 |    |              |              |  |  |        |        |
|  |                         |                  |                 |    |              |              |  |  |        |        |
|  |                         |                  |                 |    |              |              |  |  |        |        |
|  | 23 septembre            |                  |                 |    |              |              |  |  |        |        |
|  |                         |                  |                 |    |              |              |  |  |        |        |
|  | Tofaş SK                | 68               |                 |    |              |              |  |  |        |        |
|  | Tofaş SK                | 68               | 21 septembre    |    |              |              |  |  |        |        |
|  |                         |                  | CSO Voluntari   | 57 |              |              |  |  |        |        |
|  | Leicester Riders        | 61               | CSO Voluntari   | 57 |              |              |  |  |        |        |
|  | Leicester Riders        | 61               | 25 septembre    |    |              |              |  |  |        |        |
|  | CSO Voluntari           | 70               |                 |    |              |              |  |  |        |        |
|  | CSO Voluntari           | 70               | Tofaş SK        | 82 |              |              |  |  |        |        |
|  |                         |                  | Tofaş SK        | 82 |              |              |  |  |        |        |
|  |                         | Niners Chemnitz  | 78              |    |              |              |  |  |        |        |
|  |                         | Niners Chemnitz  | 78              |    |              |              |  |  |        |        |
|  | 23 septembre            |                  |                 |    |              |              |  |  |        |        |
|  |                         |                  |                 |    |              |              |  |  |        |        |
|  | Fribourg Olympic Basket | 70               |                 |    |              |              |  |  |        |        |
|  | Fribourg Olympic Basket | 70               | 21 septembre    |    |              |              |  |  |        |        |
|  |                         |                  | Niners Chemnitz | 93 |              |              |  |  |        |        |
|  | TFT Skopje              | 77               | Niners Chemnitz | 93 |              |              |  |  |        |        |
|  | TFT Skopje              | 77               |                 |    |              |              |  |  |        |        |
|  | Niners Chemnitz         | 96               |                 |    |              |              |  |  |        |        |
|  | Niners Chemnitz         | 96               |                 |    |              |              |  |  |        |        |

### Tournoi de qualification 2 - Groupe B (Palacio de Deportes José María Martín Carpena, Malaga, Espagne)
|  | Quarts de finale       | Quarts de finale |                  |    | Demi-finales | Demi-finales |  |  | Finale | Finale |
|  |                        |                  |                  |    |              |              |  |  |        |        |
|  |                        |                  |                  |    |              |              |  |  |        |        |
|  |                        |                  |                  |    |              |              |  |  |        |        |
|  |                        |                  |                  |    |              |              |  |  |        |        |
|  | 23 septembre           |                  |                  |    |              |              |  |  |        |        |
|  |                        |                  |                  |    |              |              |  |  |        |        |
|  | Unicaja Málaga         | 114              |                  |    |              |              |  |  |        |        |
|  | Unicaja Málaga         | 114              | 21 septembre     |    |              |              |  |  |        |        |
|  |                        |                  | Heroes Den Bosch | 58 |              |              |  |  |        |        |
|  | Heroes Den Bosch       | 85               | Heroes Den Bosch | 58 |              |              |  |  |        |        |
|  | Heroes Den Bosch       | 85               | 25 septembre     |    |              |              |  |  |        |        |
|  | KK Šiauliai            | 73               |                  |    |              |              |  |  |        |        |
|  | KK Šiauliai            | 73               | Unicaja Málaga   | 91 |              |              |  |  |        |        |
|  |                        |                  | Unicaja Málaga   | 91 |              |              |  |  |        |        |
|  |                        | Patrioti Levice  | 73               |    |              |              |  |  |        |        |
|  |                        | Patrioti Levice  | 73               |    |              |              |  |  |        |        |
|  | 23 septembre           |                  |                  |    |              |              |  |  |        |        |
|  |                        |                  |                  |    |              |              |  |  |        |        |
|  | Kauhajoki Karhu Basket | 57               |                  |    |              |              |  |  |        |        |
|  | Kauhajoki Karhu Basket | 57               | 21 septembre     |    |              |              |  |  |        |        |
|  |                        |                  | Patrioti Levice  | 81 |              |              |  |  |        |        |
|  | Patrioti Levice        | 79               | Patrioti Levice  | 81 |              |              |  |  |        |        |
|  | Patrioti Levice        | 79               |                  |    |              |              |  |  |        |        |
|  | BC Körmend             | 70               |                  |    |              |              |  |  |        |        |
|  | BC Körmend             | 70               |                  |    |              |              |  |  |        |        |

### Tournoi de qualification 3 - Groupe C (Pavilhão Fidelidade, Lisbonne, Portugal)
|  | Quarts de finale    | Quarts de finale |                  |    | Demi-finales | Demi-finales |  |  | Finale | Finale |
|  |                     |                  |                  |    |              |              |  |  |        |        |
|  |                     |                  |                  |    |              |              |  |  |        |        |
|  |                     |                  |                  |    |              |              |  |  |        |        |
|  |                     |                  |                  |    |              |              |  |  |        |        |
|  | 23 septembre        |                  |                  |    |              |              |  |  |        |        |
|  |                     |                  |                  |    |              |              |  |  |        |        |
|  | Brose Bamberg       | 97               |                  |    |              |              |  |  |        |        |
|  | Brose Bamberg       | 97               | 21 septembre     |    |              |              |  |  |        |        |
|  |                     |                  | Boudivelnyk Kiev | 94 |              |              |  |  |        |        |
|  | Norrköping Dolphins | 51               | Boudivelnyk Kiev | 94 |              |              |  |  |        |        |
|  | Norrköping Dolphins | 51               | 25 septembre     |    |              |              |  |  |        |        |
|  | Boudivelnyk Kiev    | 87               |                  |    |              |              |  |  |        |        |
|  | Boudivelnyk Kiev    | 87               | Brose Bamberg    | 73 |              |              |  |  |        |        |
|  |                     |                  | Brose Bamberg    | 73 |              |              |  |  |        |        |
|  |                     | Benfica Lisbonne | 87               |    |              |              |  |  |        |        |
|  |                     | Benfica Lisbonne | 87               |    |              |              |  |  |        |        |
|  | 23 septembre        |                  |                  |    |              |              |  |  |        |        |
|  |                     |                  |                  |    |              |              |  |  |        |        |
|  | Keravnós Strovólou  | 65               |                  |    |              |              |  |  |        |        |
|  | Keravnós Strovólou  | 65               | 21 septembre     |    |              |              |  |  |        |        |
|  |                     |                  | Benfica Lisbonne | 73 |              |              |  |  |        |        |
|  | KB Ylli             | 67               | Benfica Lisbonne | 73 |              |              |  |  |        |        |
|  | KB Ylli             | 67               |                  |    |              |              |  |  |        |        |
|  | Benfica Lisbonne    | 92               |                  |    |              |              |  |  |        |        |
|  | Benfica Lisbonne    | 92               |                  |    |              |              |  |  |        |        |

### Tournoi de qualification 4 - Groupe D (Železnik Hall, Belgrade, Serbia)
|  | Quarts de finale | Quarts de finale |               |    | Demi-finales | Demi-finales |  |  | Finale | Finale |
|  |                  |                  |               |    |              |              |  |  |        |        |
|  |                  |                  |               |    |              |              |  |  |        |        |
|  |                  |                  |               |    |              |              |  |  |        |        |
|  |                  |                  |               |    |              |              |  |  |        |        |
|  | 23 septembre     |                  |               |    |              |              |  |  |        |        |
|  |                  |                  |               |    |              |              |  |  |        |        |
|  | Bakken Bears     | 83               |               |    |              |              |  |  |        |        |
|  | Bakken Bears     | 83               | 21 septembre  |    |              |              |  |  |        |        |
|  |                  |                  | Swans Gmunden | 65 |              |              |  |  |        |        |
|  | Swans Gmunden    | 82               | Swans Gmunden | 65 |              |              |  |  |        |        |
|  | Swans Gmunden    | 82               | 25 septembre  |    |              |              |  |  |        |        |
|  | Paulus Pärnu     | 80               |               |    |              |              |  |  |        |        |
|  | Paulus Pärnu     | 80               | Bakken Bears  | 88 |              |              |  |  |        |        |
|  |                  |                  | Bakken Bears  | 88 |              |              |  |  |        |        |
|  |                  | KK FMP           | 82            |    |              |              |  |  |        |        |
|  |                  | KK FMP           | 82            |    |              |              |  |  |        |        |
|  | 23 septembre     |                  |               |    |              |              |  |  |        |        |
|  |                  |                  |               |    |              |              |  |  |        |        |
|  | BK Opava         | 76               |               |    |              |              |  |  |        |        |
|  | BK Opava         | 76               | 21 septembre  |    |              |              |  |  |        |        |
|  |                  |                  | KK FMP        | 92 |              |              |  |  |        |        |
|  | KK FMP           | 76               | KK FMP        | 92 |              |              |  |  |        |        |
|  | KK FMP           | 76               |               |    |              |              |  |  |        |        |
|  | CB Breogán       | 64               |               |    |              |              |  |  |        |        |
|  | CB Breogán       | 64               |               |    |              |              |  |  |        |        |

## Saison régulière
Les 28 équipes entrées directement en saison régulière ont été réparties en 4 chapeaux, d'abord en fonction du classement du club et, pour les clubs n'ayant pas encore participé à la compétition, en fonction du classement du pays.
- 8 champions nationaux ont participé à cette saison réguliaire 2022-2023
- Le chapeau 1 contient le tenant du titre

| Chapeau 1                 | Pts |
| ------------------------- | --- |
| Lenovo Tenerife T         | 123 |
| Hapoël Holon Ch           | 91  |
| ČEZ Basketball Nymburk Ch | 83  |
| JDA Dijon                 | 81  |
| SIG Strasbourg            | 78  |
| AEK Athènes               | 75  |
| Bàsquet Manresa           | 67  |
| Hapoël Jérusalem          | 62  |

| Chapeau 2              | Pts |
| ---------------------- | --- |
| Pınar Karşıyaka        | 59  |
| Falco KC SzombathelyCh | 58  |
| Dinamo Basket Sassari  | 56  |
| Filou OostendeCh       | 55  |
| MHP Riesen Ludwigsburg | 44  |
| KK IgokeaCh            | 41  |
| VEF RigaCh             | 37  |
| Rytas VilniusCh        | 37  |

| Chapeau 3            | Pts |
| -------------------- | --- |
| Galatasaray SK       | 35  |
| Peristéri BC         | 34  |
| Darüşşafaka          | 32  |
| PAOK Salonique       | 27  |
| Telekom Baskets Bonn | 21  |
| CSP Limoges          | 11  |
| Bilbao Basket        | 11  |
| UCAM Murcia          | 107 |

| Chapeau 4                         | Pts   |
| --------------------------------- | ----- |
| Legia Varsovie                    | 2     |
| Bahçeşehir Koleji                 | 67.15 |
| Bnei Herzliya                     | 60.17 |
| Reggiana                          | 51.33 |
| Tofaş SK (Qualifié QF–T1)         |       |
| Unicaja Málaga (Qualifié QF–T2)   |       |
| Benfica Lisbonne (Qualifié QF–T3) |       |
| Bakken BearsCh (Qualifié QF–T4)   |       |

- Qualifié pour le Top 16
- Qualifié pour les play-ins

Un total de 16 associations nationales étaient représentées en saison régulière.

Les 32 équipes ont été répartis en 8 groupes de quatre.

Les clubs d'un même pays ne pouvant être tirés dans le même groupe.

### Groupe A
| Rang | Équipe               | Pts | J | G | N | P | Bp  | Bc  | Diff | Qualification              |  | SIG   | UCAM   | TOF   | SZO   |
| ---- | -------------------- | --- | - | - | - | - | --- | --- | ---- | -------------------------- |  | ----- | ------ | ----- | ----- |
| 1    | SIG Strasbourg       | 10  | 6 | 4 | 0 | 2 | 485 | 481 | +4   | Qualifié pour le Top 16    |  | —     | 82–70  | 94–89 | 81–78 |
| 2    | UCAM Murcia          | 10  | 6 | 4 | 0 | 2 | 487 | 487 | 0    | Qualifié pour les play-ins |  | 80–78 | —      | 75–72 | 81–74 |
| 3    | Tofaş SK             | 8   | 6 | 2 | 0 | 4 | 480 | 462 | +18  | Qualifié pour les play-ins |  | 75–79 | 77–87  | —     | 90–63 |
| 4    | Falco KC Szombathely | 8   | 6 | 2 | 0 | 4 | 472 | 494 | −22  |                            |  | 89–71 | 104–94 | 64–77 | —     |

### Groupe B
| Rang | Équipe                 | Pts | J | G | N | P | Bp  | Bc  | Diff | Qualification              |  | BON   | AEK   | KAR   | REG   |
| ---- | ---------------------- | --- | - | - | - | - | --- | --- | ---- | -------------------------- |  | ----- | ----- | ----- | ----- |
| 1    | Telekom Baskets Bonn   | 11  | 6 | 5 | 0 | 1 | 499 | 443 | +56  | Qualifié pour le Top 16    |  | —     | 80–72 | 83–71 | 84–88 |
| 2    | AEK Athènes            | 9   | 6 | 3 | 0 | 3 | 458 | 448 | +10  | Qualifié pour les play-ins |  | 66–73 | —     | 80–72 | 80–89 |
| 3    | Pınar Karşıyaka        | 8   | 6 | 2 | 0 | 4 | 467 | 490 | −23  | Qualifié pour les play-ins |  | 68–59 | 91–88 | —     | 83–76 |
| 4    | Pallacanestro Reggiana | 8   | 6 | 2 | 0 | 4 | 436 | 479 | −43  |                            |  | 66–90 | 73–84 | 74–70 | —     |

### Groupe C
| Rang | Équipe         | Pts | J | G | N | P | Bp  | Bc  | Diff | Qualification              |  | GAL   | HOL   | OST   | LEG    |
| ---- | -------------- | --- | - | - | - | - | --- | --- | ---- | -------------------------- |  | ----- | ----- | ----- | ------ |
| 1    | Galatasaray SK | 10  | 6 | 4 | 0 | 2 | 514 | 473 | +41  | Qualifié pour le Top 16    |  | —     | 88–75 | 85–91 | 86–71  |
| 2    | Hapoël Holon   | 10  | 6 | 4 | 0 | 2 | 516 | 499 | +17  | Qualifié pour les play-ins |  | 82–73 | —     | 88–83 | 101–79 |
| 3    | Filou Oostende | 9   | 6 | 3 | 0 | 3 | 481 | 481 | 0    | Qualifié pour les play-ins |  | 78–92 | 95–86 | —     | 66–71  |
| 4    | Legia Varsovie | 7   | 6 | 1 | 0 | 5 | 437 | 495 | −58  |                            |  | 76–90 | 81–84 | 59–68 | —      |

### Groupe D
| Rang | Équipe                 | Pts | J | G | N | P | Bp  | Bc  | Diff | Qualification              |  | BIL   | BAH   | IGO   | NYM   |
| ---- | ---------------------- | --- | - | - | - | - | --- | --- | ---- | -------------------------- |  | ----- | ----- | ----- | ----- |
| 1    | Bilbao Basket          | 10  | 6 | 4 | 0 | 2 | 477 | 425 | +52  | Qualifié pour le Top 16    |  | —     | 80–66 | 81–84 | 71–81 |
| 2    | Bahçeşehir Koleji      | 9   | 6 | 3 | 0 | 3 | 437 | 470 | −33  | Qualifié pour les play-ins |  | 60–92 | —     | 70–67 | 88–80 |
| 3    | KK Igokea              | 9   | 6 | 3 | 0 | 3 | 467 | 456 | +11  | Qualifié pour les play-ins |  | 80–85 | 72–77 | —     | 91–74 |
| 4    | ČEZ Basketball Nymburk | 8   | 6 | 2 | 0 | 4 | 437 | 467 | −30  |                            |  | 54–68 | 79–76 | 69–73 | —     |

### Groupe E
| Rang | Équipe                  | Pts | J | G | N | P | Bp  | Bc  | Diff | Qualification              |  | JER   | LUD   | DAR   | BAK   |
| ---- | ----------------------- | --- | - | - | - | - | --- | --- | ---- | -------------------------- |  | ----- | ----- | ----- | ----- |
| 1    | Hapoël Jérusalem        | 11  | 6 | 5 | 0 | 1 | 480 | 448 | +32  | Qualifié pour le Top 16    |  | —     | 71–80 | 69–67 | 89–80 |
| 2    | MHP Riesen Ludwigsbourg | 10  | 6 | 4 | 0 | 2 | 507 | 449 | +58  | Qualifié pour les play-ins |  | 81–87 | —     | 63–77 | 99–58 |
| 3    | Darüşşafaka             | 8   | 6 | 2 | 0 | 4 | 429 | 448 | −19  | Qualifié pour les play-ins |  | 69–92 | 70–90 | —     | 80–66 |
| 4    | Bakken Bears            | 7   | 6 | 1 | 0 | 5 | 429 | 500 | −71  |                            |  | 71–72 | 86–94 | 68–66 | —     |

### Groupe F
| Rang | Équipe           | Pts | J | G | N | P | Bp  | Bc  | Diff | Qualification              |  | MAN   | BEN   | CSP   | RIG   |
| ---- | ---------------- | --- | - | - | - | - | --- | --- | ---- | -------------------------- |  | ----- | ----- | ----- | ----- |
| 1    | Bàsquet Manresa  | 10  | 6 | 4 | 0 | 2 | 502 | 470 | +32  | Qualifié pour le Top 16    |  | —     | 82–92 | 77–88 | 88–59 |
| 2    | Benfica Lisbonne | 10  | 6 | 4 | 0 | 2 | 470 | 472 | −2   | Qualifié pour les play-ins |  | 78–97 | —     | 59–79 | 84–71 |
| 3    | CSP Limoges      | 9   | 6 | 3 | 0 | 3 | 438 | 404 | +34  | Qualifié pour les play-ins |  | 73–76 | 67–68 | —     | 80–53 |
| 4    | VEF Riga         | 7   | 6 | 1 | 0 | 5 | 410 | 474 | −64  |                            |  | 80–82 | 76–89 | 71–51 | —     |

### Groupe G
| Rang | Équipe                | Pts | J | G | N | P | Bp  | Bc  | Diff | Qualification              |  | MAL   | JDA   | PAO   | DSS   |
| ---- | --------------------- | --- | - | - | - | - | --- | --- | ---- | -------------------------- |  | ----- | ----- | ----- | ----- |
| 1    | Unicaja Málaga        | 11  | 6 | 5 | 0 | 1 | 513 | 454 | +59  | Qualifié pour le Top 16    |  | —     | 88–68 | 77–63 | 82–92 |
| 2    | JDA Dijon             | 9   | 6 | 3 | 0 | 3 | 450 | 471 | −21  | Qualifié pour les play-ins |  | 70–91 | —     | 69–74 | 88–80 |
| 3    | PAOK Salonique        | 8   | 6 | 2 | 0 | 4 | 454 | 454 | 0    | Qualifié pour les play-ins |  | 85–88 | 66–70 | —     | 88–68 |
| 4    | Dinamo Basket Sassari | 8   | 6 | 2 | 0 | 4 | 470 | 508 | −38  |                            |  | 76–87 | 72–85 | 82–78 | —     |

### Groupe H
| Rang | Équipe          | Pts | J | G | N | P | Bp  | Bc  | Diff | Qualification              |  | TEN   | RYT   | PER   | BNH    |
| ---- | --------------- | --- | - | - | - | - | --- | --- | ---- | -------------------------- |  | ----- | ----- | ----- | ------ |
| 1    | Lenovo Tenerife | 10  | 6 | 4 | 0 | 2 | 512 | 427 | +85  | Qualifié pour le Top 16    |  | —     | 89–74 | 86–60 | 83–63  |
| 2    | Rytas Vilnius   | 9   | 6 | 3 | 0 | 3 | 505 | 493 | +12  | Qualifié pour les play-ins |  | 85–78 | —     | 89–64 | 90–101 |
| 3    | Peristéri BC    | 9   | 6 | 3 | 0 | 3 | 459 | 495 | −36  | Qualifié pour les play-ins |  | 88–81 | 71–82 | —     | 86–70  |
| 4    | Bnei Herzliya   | 8   | 6 | 2 | 0 | 4 | 468 | 529 | −61  |                            |  | 57–95 | 90–85 | 87–90 | —      |

## Play-in
Les play-ins se déroulent du 3 au 18 janvier 2023 et opposent les 2e et 3e de groupes de la saison régulière. Ils consistent en une rencontre au meilleur des 3 manches, avec avantage du terrain pour l'équipe qui s'est classée 2e. Les vainqueurs se qualifient pour le Top 16.
| Équipe 1                | Séries | Équipe 2        | Match 1 | Match 2 | Match 3 |
| ----------------------- | ------ | --------------- | ------- | ------- | ------- |
| UCAM Murcia             | 2–0    | Pınar Karşıyaka | 97–92   | 96–89   | —       |
| AEK Athènes             | 2–0    | Tofaş SK        | 73–70   | 85–82   | —       |
| Hapoël Holon            | 2–0    | KK Igokea       | 103–79  | 91–80   | —       |
| Bahçeşehir Koleji       | 2–1    | Filou Oostende  | 72–76   | 77–64   | 87–81   |
| MHP Riesen Ludwigsbourg | 1–2    | CSP Limoges     | 85–81   | 62–82   | 94–96   |
| Benfica Lisbonne        | 0–2    | Darüşşafaka     | 76–89   | 72–83   | —       |
| JDA Dijon               | 2–1    | Peristéri BC    | 89–80   | 88–92   | 89–82   |
| Rytas Vilnius           | 2–1    | PAOK Salonique  | 85–62   | 78–81   | 82–63   |

## Top 16
Le Top 16 se déroule du 24 janvier au 22 mars 2023 et met aux prises les huit vainqueurs de groupe de la saison régulière ainsi que les huit gagnants des play-in. Les 16 équipes sont divisées en 4 groupes de 4. Les deux premiers de chaque groupe se qualifient pour les quarts de finale.

### Groupe I
| Rang | Équipe           | Pts | J | G | N | P | Bp  | Bc  | Diff | Qualification    |       | JER   | SIG   | JDA   | HOL     |
| ---- | ---------------- | --- | - | - | - | - | --- | --- | ---- | ---------------- | ----- | ----- | ----- | ----- | ------- |
| 1    | Hapoël Jérusalem | 11  | 6 | 5 | 0 | 1 | 444 | 419 | +25  | Quarts de finale |       | —     | 81–80 | 77–84 | 77–65   |
| 2    | SIG Strasbourg   | 10  | 6 | 4 | 0 | 2 | 506 | 466 | +40  | Quarts de finale |       | 63–71 | —     | 86–67 | 112–110 |
| 3    | JDA Dijon        | 8   | 6 | 2 | 0 | 4 | 457 | 490 | −33  |                  |       | 64–73 | 72–85 | —     | 89–81   |
| 4    | Hapoël Holon     | 7   | 6 | 1 | 0 | 5 | 472 | 504 | −32  |                  | 63–65 | 65–80 | 88–81 | —     |         |

### Groupe J
| Rang | Équipe               | Pts | J | G | N | P | Bp  | Bc  | Diff | Qualification    |       | BON   | MAN   | RYT   | BAH   |
| ---- | -------------------- | --- | - | - | - | - | --- | --- | ---- | ---------------- | ----- | ----- | ----- | ----- | ----- |
| 1    | Telekom Baskets Bonn | 12  | 6 | 6 | 0 | 0 | 518 | 439 | +79  | Quarts de finale |       | —     | 85–75 | 99–72 | 74–68 |
| 2    | Bàsquet Manresa      | 9   | 6 | 3 | 0 | 3 | 488 | 485 | +3   | Quarts de finale |       | 69–87 | —     | 82–69 | 90–72 |
| 3    | Rytas Vilnius        | 9   | 6 | 3 | 0 | 3 | 503 | 519 | −16  |                  |       | 79–86 | 96–95 | —     | 95–88 |
| 4    | Bahçeşehir Koleji    | 6   | 6 | 0 | 0 | 6 | 449 | 515 | −66  |                  | 76–87 | 76–77 | 69–92 | —     |       |

### Groupe K
| Rang | Équipe         | Pts | J | G | N | P | Bp  | Bc  | Diff | Qualification    |       | MAL   | AEK   | GAL   | CSP    |
| ---- | -------------- | --- | - | - | - | - | --- | --- | ---- | ---------------- | ----- | ----- | ----- | ----- | ------ |
| 1    | Unicaja Málaga | 11  | 6 | 5 | 0 | 1 | 494 | 434 | +60  | Quarts de finale |       | —     | 88–66 | 81–76 | 99–88  |
| 2    | AEK Athènes    | 10  | 6 | 4 | 0 | 2 | 455 | 447 | +8   | Quarts de finale |       | 65–75 | —     | 92–78 | 82–72  |
| 3    | Galatasaray SK | 8   | 6 | 2 | 0 | 4 | 457 | 463 | −6   |                  |       | 72–57 | 71–81 | —     | 100–73 |
| 4    | CSP Limoges    | 7   | 6 | 1 | 0 | 5 | 432 | 494 | −62  |                  | 67–84 | 63–69 | 69–60 | —     |        |

### Groupe L
| Rang | Équipe          | Pts | J | G | N | P | Bp  | Bc  | Diff | Qualification    |       | TEN   | UCAM    | DAR   | BIL   |
| ---- | --------------- | --- | - | - | - | - | --- | --- | ---- | ---------------- | ----- | ----- | ------- | ----- | ----- |
| 1    | Lenovo Tenerife | 11  | 6 | 5 | 0 | 1 | 459 | 415 | +44  | Quarts de finale |       | —     | 85–65   | 75–71 | 78–66 |
| 2    | UCAM Murcia     | 10  | 6 | 4 | 0 | 2 | 508 | 483 | +25  | Quarts de finale |       | 82–67 | —       | 96–87 | 90–72 |
| 3    | Darüşşafaka     | 8   | 6 | 2 | 0 | 4 | 492 | 525 | −33  |                  |       | 59–80 | 105–104 | —     | 95–85 |
| 4    | Bilbao Basket   | 7   | 6 | 1 | 0 | 5 | 447 | 483 | −36  |                  | 72–74 | 67–71 | 85–75   | —     |       |

## Phase finale
Le tirage au sort du tableau des playoffs est annoncé le 24 mars 2023. En 1/4 de finale, l'équipe la mieux classée reçoit lors du match aller et de la belle éventuelle. Le final four se dispute du 12 au 14 mai à Malaga.
|  | Quarts de finale     | Quarts de finale     | Quarts de finale     | Quarts de finale     |                                                                     |                      | Demi-finales         | Demi-finales | Demi-finales | Demi-finales |    |    | Finale | Finale | Finale | Finale |
|  |                      |                      |                      |                      |                                                                     |                      |                      |              |              |              |    |    |        |        |        |        |
|  |                      |                      |                      |                      |                                                                     |                      |                      |              |              |              |    |    |        |        |        |        |
|  |                      |                      |                      |                      |                                                                     |                      |                      |              |              |              |    |    |        |        |        |        |
|  | Unicaja Málaga       | 83                   | 96                   | –                    |                                                                     |                      |                      |              |              |              |    |    |        |        |        |        |
|  | Unicaja Málaga       | 83                   | 96                   | –                    | 12 mai 2023                                                         |                      |                      |              |              |              |    |    |        |        |        |        |
|  | UCAM Murcia          | 67                   | 74                   | –                    |                                                                     |                      |                      |              |              |              |    |    |        |        |        |        |
|  | UCAM Murcia          | 67                   | 74                   | –                    | Unicaja Málaga                                                      | Unicaja Málaga       | Unicaja Málaga       | 67           |              |              |    |    |        |        |        |        |
|  |                      |                      |                      |                      | Unicaja Málaga                                                      | Unicaja Málaga       | Unicaja Málaga       | 67           |              |              |    |    |        |        |        |        |
|  |                      | Telekom Baskets Bonn | Telekom Baskets Bonn | Telekom Baskets Bonn | 69                                                                  |                      |                      |              |              |              |    |    |        |        |        |        |
|  | Telekom Baskets Bonn | Telekom Baskets Bonn | Telekom Baskets Bonn | Telekom Baskets Bonn | 69                                                                  | 76                   | 76                   | 83           |              |              |    |    |        |        |        |        |
|  | Telekom Baskets Bonn |                      |                      |                      | 14 mai 2023 - Palacio de Deportes José María Martín Carpena, Malaga | 76                   | 76                   | 83           |              |              |    |    |        |        |        |        |
|  | SIG Strasbourg       | 77                   | 66                   | 77                   |                                                                     |                      |                      |              |              |              |    |    |        |        |        |        |
|  | SIG Strasbourg       | 77                   | 66                   | 77                   | Telekom Baskets Bonn                                                | Telekom Baskets Bonn | Telekom Baskets Bonn | 77           |              |              |    |    |        |        |        |        |
|  |                      |                      |                      |                      | Telekom Baskets Bonn                                                | Telekom Baskets Bonn | Telekom Baskets Bonn | 77           |              |              |    |    |        |        |        |        |
|  |                      | Hapoël Jérusalem     | Hapoël Jérusalem     | Hapoël Jérusalem     | 70                                                                  |                      |                      |              |              |              |    |    |        |        |        |        |
|  | Lenovo Tenerife      | Hapoël Jérusalem     | Hapoël Jérusalem     | Hapoël Jérusalem     | 70                                                                  | 91                   | 83                   | 84           |              |              |    |    |        |        |        |        |
|  | Lenovo Tenerife      | 12 mai 2023          |                      |                      |                                                                     | 91                   | 83                   | 84           |              |              |    |    |        |        |        |        |
|  | Bàsquet Manresa      | 84                   | 85                   | 72                   |                                                                     |                      |                      |              |              |              |    |    |        |        |        |        |
|  | Bàsquet Manresa      | 84                   | 85                   | 72                   | Lenovo Tenerife                                                     | Lenovo Tenerife      | Lenovo Tenerife      | 68           |              |              |    |    |        |        |        |        |
|  |                      |                      |                      |                      | Lenovo Tenerife                                                     | Lenovo Tenerife      | Lenovo Tenerife      | 68           |              |              |    |    |        |        |        |        |
|  |                      | Hapoël Jérusalem     | Hapoël Jérusalem     | Hapoël Jérusalem     | 69                                                                  |                      | 3e place             | 3e place     | 3e place     | 3e place     |    |    |        |        |        |        |
|  | Hapoël Jérusalem     | Hapoël Jérusalem     | Hapoël Jérusalem     | Hapoël Jérusalem     | 69                                                                  | 64                   | 3e place             | 3e place     | 3e place     | 3e place     | 78 | 91 |        |        |        |        |
|  | Hapoël Jérusalem     |                      |                      |                      | 14 mai 2023                                                         | 64                   |                      |              |              |              | 78 | 91 |        |        |        |        |
|  | AEK Athènes          | 55                   | 94                   | 51                   |                                                                     |                      |                      |              |              |              |    |    |        |        |        |        |
|  | AEK Athènes          | 55                   | 94                   | 51                   | Unicaja Málaga                                                      | Unicaja Málaga       | Unicaja Málaga       | 79           |              |              |    |    |        |        |        |        |
|  |                      |                      |                      |                      |                                                                     |                      |                      |              |              |              |    |    |        |        |        |        |
|  | Lenovo Tenerife      | Lenovo Tenerife      | Lenovo Tenerife      | 84                   |                                                                     |                      |                      |              |              |              |    |    |        |        |        |        |
|  | Lenovo Tenerife      | Lenovo Tenerife      | Lenovo Tenerife      | 84                   |                                                                     |                      |                      |              |              |              |    |    |        |        |        |        |

| Málaga                                        | [[Fichier:Europe laea location map with borders.svg\|300px\|{{#if:\|{{{alt}}}\|Ligue des champions de basket-ball 2022-2023 est dans la page Europe .]]Málaga Lieu de la finale de BCL 2022-2023 |
| Palacio de Deportes José María Martín Carpena | [[Fichier:Europe laea location map with borders.svg\|300px\|{{#if:\|{{{alt}}}\|Ligue des champions de basket-ball 2022-2023 est dans la page Europe .]]Málaga Lieu de la finale de BCL 2022-2023 |
| Capacité: 11,300                              | [[Fichier:Europe laea location map with borders.svg\|300px\|{{#if:\|{{{alt}}}\|Ligue des champions de basket-ball 2022-2023 est dans la page Europe .]]Málaga Lieu de la finale de BCL 2022-2023 |
|                                               | [[Fichier:Europe laea location map with borders.svg\|300px\|{{#if:\|{{{alt}}}\|Ligue des champions de basket-ball 2022-2023 est dans la page Europe .]]Málaga Lieu de la finale de BCL 2022-2023 |

### Finale
| 14 Mai 2023 20h00 | Feuille de match | Telekom Baskets Bonn                                                   | 77–70                               | Hapoël Jérusalem                                |  | Palacio de Deportes José María Martín Carpena, Malaga Affluence : 11,800 Arbitres : - Manuel Mazzoni - Yohan Rosso - Boris Krejić |
| 14 Mai 2023 20h00 | Feuille de match | Score par quart-temps : 14–7, 23–21, 20–27, 20–15                      |                                     |                                                 |  | Palacio de Deportes José María Martín Carpena, Malaga Affluence : 11,800 Arbitres : - Manuel Mazzoni - Yohan Rosso - Boris Krejić |
| 14 Mai 2023 20h00 | Feuille de match | T. J. Shorts 29 Kratzer, Malcolm 6 T. J. Shorts 3 Eff: T. J. Shorts 23 | Points Rebonds Passes d. Évaluation | Randolph 27 Hankins 10 Smith 5 Eff: Randolph 22 |  | Palacio de Deportes José María Martín Carpena, Malaga Affluence : 11,800 Arbitres : - Manuel Mazzoni - Yohan Rosso - Boris Krejić |

|                             | maillot Telekom Baskets Bonn · maillot Telekom Baskets Bonn |  |
| Telekom Baskets Bonn shorts |                                                             |  |
|                             |                                                             |  |
| Telekom Baskets Bonn        |                                                             |  |

|                         | maillot Hapoël Jérusalem · maillot Hapoël Jérusalem |  |
| Hapoël Jérusalem shorts |                                                     |  |
|                         |                                                     |  |
| Hapoël Jérusalem        |                                                     |  |

| 18/37 (48.6%) | Paniers à 2 Points | 15/32 (46.9%) |
| 8/26 (30.8%)  | Paniers à 3 points | 8/23 (34.8%)  |
| 17/22 (77.3)  | Lancer francs      | 16/26 (61.5%) |
| 14            | Rebonds offensifs  | 16            |
| 20            | Rebonds défensifs  | 25            |
| 34            | Rebonds totals     | 41            |
| 12            | Passes dé          | 10            |
| 6             | Balles perdues     | 14            |
| 5             | Ballons volés      | 3             |
| 3             | Contres            | 2             |
| 23            | Fautes             | 20            |

| Vainqueur de BCL 2022–2023     |
| ------------------------------ |
| Telekom Baskets Bonn (1 titre) |

## Récompenses individuelles

### Récompenses de la saison
| Récompense          | Joueur                | Équipe               |
| ------------------- | --------------------- | -------------------- |
| MVP de la saison    | T. J. Shorts (Meneur) | Telekom Baskets Bonn |
| MVP du Final Four   | T. J. Shorts (Meneur) | Telekom Baskets Bonn |
| Meilleur Défenseur  | Alberto Díaz          | Unicaja Málaga       |
| Meilleur Jeune      | Sadık Emir Kabaca     | Galatasaray SK       |
| Meilleur Entraineur | Tuomas Iisalo         | Telekom Baskets Bonn |

Récompenses de saison annoncées le 13 Mai.
| Équipe type        | Équipe type              | Deuxième meilleur cinq | Deuxième meilleur cinq   |
|                    | Équipe                   | Joueur                 | Équipe                   |
| ------------------ | ------------------------ | ---------------------- | ------------------------ |
| Marcelinho Huertas | Club Baloncesto Canarias | Marcus Foster          | Rytas Vilnius            |
| T. J. Shorts       | Telekom Baskets Bonn     | Kendrick Perry         | Unicaja Málaga           |
| Darío Brizuela     | Unicaja Málaga           | DeAndre Lansdowne      | SIG Strasbourg           |
| Akil Mitchell      | AEK Athènes              | Levi Randolph          | Hapoël Jérusalem         |
| Zach Hankins       | Hapoël Jérusalem         | Giorgi Shermadini      | Club Baloncesto Canarias |

### MVP du mois
| Mois     | Joueur          | Équipe               | Ref.   |
| 2022     | 2022            | 2022                 | 2022   |
| -------- | --------------- | -------------------- | ------ |
| Octobre  | Joe Ragland     | Hapoël Holon         | [ 4 ]  |
| Novembre | Marcus Foster   | Rytas Vilnius        | [ 5 ]  |
| Décembre | T. J. Shorts    | Telekom Baskets Bonn | [ 6 ]  |
| 2023     |                 |                      |        |
| Janvier  | Joe Ragland (2) | Hapoël Holon (2)     | [ 7 ]  |
| Février  | Akil Mitchell   | AEK Athènes          | [ 8 ]  |
| Mars     | Zach Hankins    | Hapoël Jérusalem     | [ 9 ]  |
| Avril    | Levi Randolph   | Hapoël Jérusalem (2) | [ 10 ] |